# Diyarbakır Stadyumu
Diyarbakır Stadyumu – stadion piłkarski w Diyarbakırze, w Turcji. Został otwarty w maju 2018 roku. Może pomieścić 33 000 widzów. Swoje spotkania rozgrywają na nim piłkarze klubów Diyarbakırspor i Amed SFK.

## Historia
Budowa stadionu rozpoczęła się w kwietniu 2014 roku. Obiekt powstał w zachodniej części miasta, z daleka od centrum. Pierwotnie oddanie do użytku miało nastąpić w 2016 roku, ale zmiany w projekcie i opóźnienia spowodowały, że otwarcie nastąpiło w maju 2018 roku. Obiekt zastąpił położony w centrum miasta, stary stadion im. Atatürka, który został rozebrany w 2016 roku.
Pierwszym spotkaniem, jakie odbyło się na nowym stadionie był mecz finałowy piłkarskiego Pucharu Turcji rozegrany 10 maja 2018 roku (Akhisar Belediyespor – Fenerbahçe SK 3:2).
Stadion powstał na planie ośmioramiennej gwiazdy. Wewnątrz obiekt ma typowo piłkarski układ, z trybunami usytuowanymi tuż za liniami końcowymi boiska. Dwupoziomowe trybuny otaczają boisko ze wszystkich stron i są w pełni zadaszone, a ich pojemność wynosi 33 000 widzów.